# 焦貢
14°16′5″N 9°36′40″W / 14.26806°N 9.61111°W
焦貢（法語：Djougoun），是馬里的城鎮，位於該國西部，由卡伊區的基塔省負責管轄，面積592平方公里，海拔高度260米，2009年人口8,622，人口密度每平方公里15人。